# Ian Tomlinson
Ian Ross Tomlinson (ur. 27 lutego 1936 w Perth, zm. 26 stycznia 1995 w Melbourne) – australijski lekkoatleta, dwukrotny mistrz igrzysk Imperium Brytyjskiego i Wspólnoty Brytyjskiej i olimpijczyk w trójskoku.
Zwyciężył w trójskoku (wyprzedzając Jacka Smytha z Kanady i Dave’a Norrisa z Nowej Zelandii) oraz zajął 4. miejsce w skoku w dal na igrzyskach Imperium Brytyjskiego i Wspólnoty Brytyjskiej w 1958 w Cardiff. Zajął 9. miejsce w trójskoku i odpadł w kwalifikacjach skoku w dal na igrzyskach olimpijskich w 1960 w Rzymie.
Ponownie zdobył złoty medal w trójskoku (tym razem przed swym kolegą z reprezentacji Australii Johnem Baguleyem i Fredem Alsopem z Anglii) oraz zajął 6. miejsce w skoku w dal na igrzyskach Imperium Brytyjskiego i Wspólnoty Brytyjskiej w 1962 w Perth. Na igrzyskach olimpijskich w 1964 w Tokio odpadł w kwalifikacjach skoku w dal i trójskoku.
Tomlinson był mistrzem Australii w trójskoku w 1956/1957, 1957/1958, 1958/1959, 1961/1962. 1963/1964 i 1964/1965 oraz w skoku w dal w 1962/1963, wicemistrzem w trójskoku w 1959/1960, 1960/1961 i 1962/1963 oraz w skoku w dal w 1958/1959 i 1961/1962, a także brązowym medalistą w trójskoku w 1965/1966 i w skoku w dal w 1964/1965. Był również wicemistrzem Wielkiej Brytanii (AAA) w trójskoku w 1958.
Był rekordzistą Australii w skoku w dal z wynikiem 7,71 m, uzyskanym 1 lutego 1964 w Sydney.  Jego rekord życiowy w trójskoku wynosił 16,27 m, ustanowiony 24 lutego 1962 w Perth.
Uważany za czołowego lekkoatletę Australii Zachodniej, w 1988 został wprowadzony do sportowej Hall of Fame tego stanu.